# リヒ山脈
リヒ山脈（リヒさんみゃく、グルジア語: ლიხის ქედი、グルジア語ラテン翻字: Likhis Kedi、ロシア語: Лихский хребет、英語: Likhi Range）あるいはスラミ山脈（スラミさんみゃく、グルジア語: სურამის ქედი、グルジア語ラテン翻字: Suramis Kedi、ロシア語: Сурамский хребет、英語: Surami Range）は、ジョージアにある山脈。コーカサス山脈の一部であり、大コーカサス山脈と小コーカサス山脈を接続する形で南北に伸びている。リヒ山脈はカスピ海と黒海の分水嶺であり、地質学的な観点でもジョージアを東西に分断している。気候もリヒ山脈の東西で異なる。
最高地点は標高2,470メートルのリビシ山。山脈内で最も低い部分はスラミ峠の標高949メートルであり、ジョージアにとって重要な峠である。この峠はジョージアの東部と西部を結ぶものであり、鉄道や高速道路もこの峠を経由している。